# The Remix Album (Cascada)
The Remix Album è un album di remix del gruppo musicale eurodance tedesco Cascada, pubblicato il 10 novembre 2006 dall'etichetta discografica Zooland solo in Germania.
L'album contiene quattordici remix di nove canzoni dell'album di debutto del complesso, Everytime We Touch.

## Tracce
1. Ready for Love (Yanou, DJ Manian) – (Club Mix)
2. Love Again (Yanou, DJ Manian) – (Club Mix)
3. Can't Stop the Rain (Yanou, DJ Manian, Allan Eshuijs) – (Club Mix)
4. Miracle (Yanou, DJ Manian) – (USA Club Mix)
5. One More Night (Yanou, DJ Manian) – (Dan Winter Remix)
6. Ready for Love (Yanou, DJ Manian) – (ItaloBrothers New Vox Mix)
7. A Neverending Dream (Matthias Uhle, Alex Kaiser) – (Ivan Fillini Remix)
8. Love Again (Yanou, DJ Manian) – (Rob Mayth Remix)
9. Wouldn't It Be Good (Nik Kershaw) – (Club Mix)
10. One More Night (Yanou, DJ Manian) – (Club Mix)
11. Can't Stop the Rain (Yanou, DJ Manian, Allan Eshuijs) – (Mainfield Hardspace Remix)
12. Ready for Love (Yanou, DJ Manian) – (Klubbingman Remix)
13. Miracle (Yanou, DJ Manian) – (Alex M. Remix)
14. Kids in America (Marty Wilde, Ricki Wilde) – (Album Mix)
15. Miracle (Yanou, DJ Manian) – (Alex M. Extended Mix)
16. Everytime We Touch (Maggie Reilly, Stuart MacKillop, Peter Risavy) – (Scarf! Remix)
17. Everytime We Touch (Maggie Reilly, Stuart MacKillop, Peter Risavy) – (Rocco vs Bass-T Remix)
18. Everytime We Touch (Maggie Reilly, Stuart MacKillop, Peter Risavy) – (2-4 Grooves Remix)
19. Everytime We Touch (Maggie Reilly, Stuart MacKillop, Peter Risavy) – (Dj AB Radio Remix)
20. Bad Boy (Yanou, DJ Manian) – (Pulsedriver Remix)
21. Everytime We Touch (Maggie Reilly, Stuart MacKillop, Peter Risavy) – (Dj Piti Remix)
22. What Hurts the Most – (Fugitive Remix)
23. Miracle (Yanou, DJ Manian) – (Special D Remix)